# Earle Page
Sir Earle Christmas Grafton Page (Grafton, 8 agosto 1880 – 20 dicembre 1961) è stato un politico australiano.
Fu l'undicesimo primo ministro dell'Australia, ricoprì la carica ad interim alla morte di Joseph Lyons e rimase in carica dal 7 al 26 aprile 1939

## Biografia
Egli frequentò il liceo e l'Università di Sydney, dove si laureò in medicina all'inizio del 1901. Page praticò la sua professione a Sydney e a Grafton prima di arruolarsi come ufficiale medico nell'esercito australiano durante la prima guerra mondiale, dove servì in Egitto. Dopo la guerra egli si trasferì in una fattoria e fu eletto sindaco di Grafton.
Nel 1919 Page fu eletto nel parlamento federale nelle file dell'associazione degli imprenditori agricoli del Nuovo Galles del Sud che nel 1920 si trasformò nel partito agrario, del quale un anno più tardi divenne il leader. Il dissenso verso la politica rurale del governo nazionalista guidato da Billy Hughes fu una delle ragioni fondanti del partito agrario, e quando quest'ultimo divenne, con le elezioni del 1922, determinante per la formazione di una maggioranza parlamentare conservatrice, Page pretese e ottenne le dimissioni di Hughes da premier e leader dei nazionalisti.
Page fu nominato ministro del Tesoro nel governo nazionalista di Bruce, carica che conservò sino al 1929. Durante il suo incarico varò misure conformi alla sua visione ortodossa e conservatrice della politica finanziaria, con la sola eccezione delle misure varate a favore degli agricoltori; In questo campo Page era ben felice di spendere generosamente il denaro dei contribuenti. Egli sostenne anche il mantenimento delle misure protezionistiche e, ovviamente, delle robuste barriere doganali per proteggere l'industria rurale.
Quando nel 1929 il governo Bruce fu sconfitto dai laburisti, Page passò all'opposizione. Nel 1931 lo United Australia Party (Uap), erede del vecchio partito nazionalista, conquistò la maggioranza assoluta e Joseph Lyons nel 1932 formò un governo monocolore. Tuttavia nel 1934 la vecchia coalizione conservatrice si ricompose e Page divenne Ministro del Commercio. La carica di vice Premier non esisteva, ma quando nel 1939 Lyons morì improvvisamente, il Governatore Generale, in attesa della nomina del nuovo leader dello United Australia Party, conferì a Page l'incarico di formare il nuovo governo. Egli diventò così l'undicesimo premier della storia australiana, carica che conservò per tre sole settimane. Lo Uap elesse alla sua leadership Robert Menzies che Page accusava di slealtà nei confronti di Lyons, verso la cui memoria si sentiva ancora legato. Egli pertanto rifiutò ogni incarico ministeriale offerto dal suo successore. In un violento discorso parlamentare Page attaccò con forza il nuovo premier provocando la reazione ostile dei colleghi del partito agrario che lo costrinsero a dimettersi e lo sostituirono con Archie Cameron.
Nel 1940 al fine di sostenere lo sforzo bellico Page decise di metter da parte le sue divergenze con Menzies e tornò a far parte del governo federale. Sempre nel 1940 perse suo fratello Harold nell'affondamento della SS Montevideo Maru da parte della United States Navy.
Nel 1941 il governo cadde e Page trascorse i successivi otto anni all'opposizione dei governi laburisti di Curtin e Chifley. Nel 1949 Page fu nominato ministro della Sanità da Menzies, il quale, con il partito liberale da lui fondato, era tornato a guidare il paese. Egli conservò la carica sino al 1956, quando all'età di 76 anni ritornò ad essere un semplice parlamentare.
Page rifiutò di dimettersi dalla carica parlamentare sino alle elezioni del 1961, quando all'età di 81 anni, spossato dal cancro che lo affliggeva e da una campagna troppo aspra, perse il suo seggio. Egli morì qualche giorno più tardi senza aver saputo di essere stato sconfitto. Dopo quella di Billy Hughes la sua fu la più lunga carriera parlamentare in Australia.
Page è stato anche primo cancelliere dell'Università della Nuova Inghilterra Australiana, fondata nel 1954.